# アラビノ演習場
アラビノ演習場（アラビノえんしゅうじょう、露: Полигон Алабино）は、ロシア連邦モスクワ州にあるロシア連邦軍の軍事施設。アラビノの名前が付いているが、実際はアラビノ村の北西にある。

## 概要
アラビノ演習場は隣接地に駐屯する第2親衛自動車化狙撃師団「タマンスカヤ」（旧第5独立親衛自動車化狙撃旅団）と第4親衛戦車師団「カンテミーロフスカヤ」の射撃演習場で、モスクワ中心部から南西におよそ50km、車で1時間ほどの距離にあり、ペトロフスコエからセリャチノに跨る約5,500haの広大な敷地を有する。これは東京都足立区よりも大きく、世田谷区より一回り小さい程度である。演習場内には7.5kmの道路と16の人工障害物、そして河川があり、車両訓練などに利用される。また、例年3月からモスクワ戦勝記念パレードに向けての行進訓練が行われる。

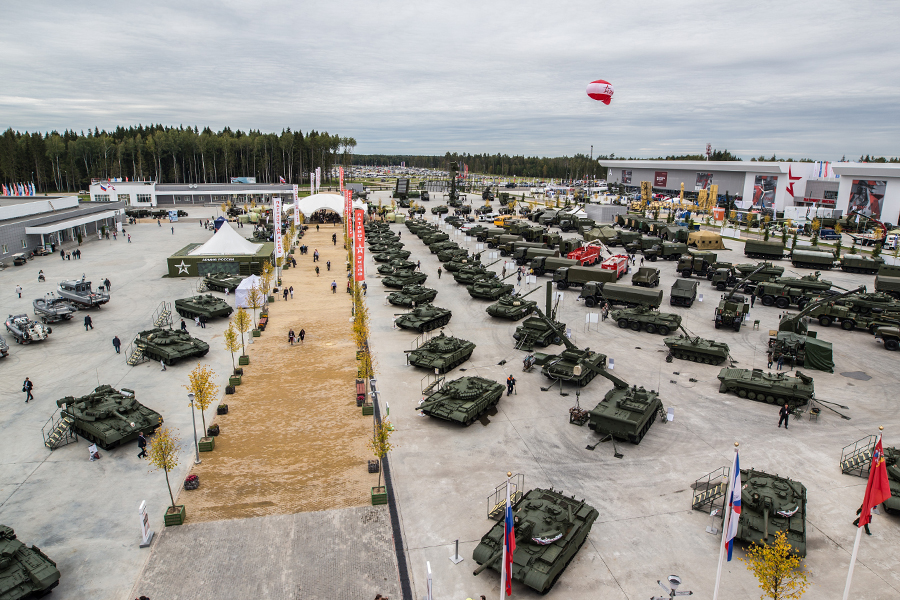
アルミヤ-2016における展示

アラビノ演習場は部隊訓練以外にも各種軍事関連イベントに用いられ、1日に最大2万人が来場する軍事技術フォーラム「アルミヤ」や戦車バイアスロンの会場にもなっているほか、ロシア軍の後援のもと実際の装甲戦闘車両を使用した国際サバイバルゲーム大会「Armored War (ВОЙНА: Сутки на броне) 」も開催されている。